# سفارة طاجيكستان في واشنطن العاصمة
سفارة طاجيكستان في واشنطن العاصمة هي البعثة الدبلوماسية لجمهورية طاجيكستان إلى الولايات المتحدة . يقع في 1005 شارع نيو هامبشاير، شمال غرب ، واشنطن العاصمة ، في حي ويست إند .
السفير سعادة السيد فرهود سالم .

## بناء
تم بناء المبنى في عام 1889 ، كمسكن خاص. من بين شاغلي المنزل السابقين عضو الكونجرس الأمريكي جون دالزيل . خلال الستينيات من القرن الماضي، كانت بمثابة مقر جمعية الاستشارة الأمريكية . من عام 1981 إلى عام 1991 ، كان المبنى يضم روبرت براون للفن المعاصر، وهو معرض فني يقع الآن في 2030 شارع ر، ان دبليو في دوبنت.
إن سفارة طاجيكستان هي واحدة من 22 مبنى في Schneider Triangle ، وهي عبارة عن مجموعة من مساكن ريتشارد سونيان رومانكي وكوين أن ستايل التي صممها توماس فرانكلين شنايدر والمدرجة في السجل الوطني للأماكن التاريخية .

## روابط خارجية
- الموقع الرسمي